# هال ایکس‌اف‌اچ
هال ایکس‌اف‌اچ (به انگلیسی: Hall_XFH) یک هواگرد ملخ‌پیشین تک‌موتوره از نوع هواپیمای جنگنده ساخت شرکت Hall Aluminum Company است. هواگرد هال ایکس‌اف‌اچ نخستین پروازش را در ۱۹۲۹ میلادی انجام داد. در مجموع، تعداد ۱ فروند از این هواگرد ساخته شده‌است.
طراح این هواگرد، Charles W. Hall بود.